# Сервілія Цепіона
Сервілія Цепіона (101 — після 42 року до н. е.) — римська політична діячка, дружина кількох давньоримських політиків.

## Життєпис
Походила з патриціанського роду Сервіліїв. Донька Квінта Сервілія Цепіона, квестора 103 року до н. е., та Лівії, зведеної сестри Марка Порція Катона Молодшого. 
У першому шлюбі була з Марком Юнієм Брутом, народним трибуном 83 року до н. е., мала від нього сина. Після загибелі чоловіка у 78 році до н. е. стала дружиною Децима Юнія Сілана, консула 62 року до н. е., мала від нього трьох доньок. 
Користувалася скандальною популярністю як коханка Юлія Цезаря, звідси виникли чутки про те, що Марк Брут Молодший — позашлюбний син Цезаря. 
Сервілія володіла значним політичним впливом, очолюючи один з найвизначніших аристократичних гуртків Риму. Після громадянської війни за допомогою Цезаря придбала за безцінь кілька конфіскованих у помпеянців маєтків. Після битви при Філіпах Марк Антоній відіслав їй прах її загиблого сина. У наступні роки користувалася допомогою Тіта Помпонія Аттика.

## Родина
1. Чоловік — Марк Юній Брут, народний трибун 83 року до н. е. Діти:
- Марк Юній Брут, претор 44 року до н. е.

2. Чоловік — Децим Юній Сілан, консул 62 року до н. е. Діти:
- Юнія Старша
- Юнія Молодша
- Юнія Терція